# Frederick Owusu
Frederick Owusu (Frederick Akuffo Owusu; * 23. September 1936 in Akropong, Akuapim North District) ist ein ehemaliger ghanaischer Sprinter und Mittelstreckenläufer.
1958 scheiterte er bei den British Empire and Commonwealth Games in Cardiff über 440 Yards, 880 Yards und mit der ghanaischen 4-mal-440-Yards-Stafette im Vorlauf.
Bei den Olympischen Spielen 1960 in Rom schied er über 800 m in der ersten Runde aus und erreichte in der 4-mal-400-Meter-Staffel das Halbfinale.
1962 gewann er bei den British Empire and Commonwealth Games in Perth mit der ghanaischen 4-mal-440-Yards-Stafette Bronze.

## Persönliche Bestzeiten
- 400 m: 46,1 s, 1961
- 880 Yards: 1:52,3 min, 1960 (entspricht 1:51,6 min über 800 m)